# Кобецкайте, Галина
Галина Кобецка́йте (Галина Симоновна Кобецкая; род. 20 декабря 1939, Троки) — литовский дипломат, журналист и переводчик, активист караимской национальной общины, многолетний посол Литвы в Эстонии, Турции, Азербайджане, Узбекистане и Финляндии.

## Биография
Родилась в городе Тракай в семье караимов. Её отцом был Симон Кобецкий. В 1962 году окончила факультет журналистики Вильнюсского государственного университета, следующие два года изучала узбекскую филологию в Ташкентском государственном университете. После возвращения в Литву в 1964—1967 годах читала лекции по эстетике в Каунасском медицинском институте. С 1967 по 1970 год училась в аспирантуре МГУ, где в 1972 году получила научную степень кандидата философских наук в области польской эстетики, защитив диссертацию на тему «Проблема исследования художественного произведения в современной польской эстетике». С 1971 по 1989 год читала лекции в Вильнюсском институте техники и строительства (с 1976 года являлась доцентом).
В 1988 году присоединилась к движению «Саюдис», заседая в Сейме и в Вильнюсском городском совете группы. Она стала участвовать в деятельности караимской общины. В 1988–1994 годах была президентом Литовской культурной общины караимов (лит. Lietuvos karaimų Kultūros bendrija). С апреля 1990 по 1994 год возглавляла Департамент национальностей в правительстве Литовской Республики как первый генеральный директор. В 1992—1994 годах была президентом Литовско-турецкого общества (лит. Lietuvos-Turkijos draugija). С 1990 года входит в Союз писателей Литвы.

## Деятельность
Работает переводчицей. Переводит на литовский язык, в основном с центральноазиатских языков: азербайджанского, казахского, узбекского и туркменского, а также турецкого, польского и русского. Автор статей о художественном переводе, эстетике, теории культуры, истории и культуре караимов.

## Семья
Была замужем за Михаилом Фирковичюсом (1924—2000), инженером-строителем, который в советское время нелегально выполнял функции караимского газзана, а в 1992 году стал председателем Литовской религиозной общины караимов (лит. Lietuvos karaimų religinės bendruomenė). Благодаря его усилиям община караимов восстановила здания кенасс в Тракае и Вильнюсе. Написал учебник караимского языка и молитвенники, а также переводил псалмы Давида и Книгу Притчей Соломоновых. Одновременно с этим был одним из создателей караимского календаря на 2001—2051 годы.
Имеет дочь Карину Фиркавичюте (род. 1972), которая является одной из самых известных исследовательниц караимской музыкальной культуры.

## Избранные публикации
- Menas ir estetinis auklėjimas (praca zbiorowa), wyd. Mintis, Wilno 1989, ISBN 5-417-00222-4
- Lietuvos Karaimai: Totorių ir karaimų įsikūrimo Lietuvos Didžiojoje Kunigaikštysteje 600 metų jubiliejaus leidinys, wyd. Baltos lankos, Wilno 1997, ISBN 978-99-868611-1-9
- Rozmówki polsko-karaimsko-litewskie, wyd. Bitik Oficyna Wydawnicza Związku Karaimów Polskich, Wrocław, 2011, ISBN 9788392006893.

## Награды
- Командорский крест ордена Великого князя Гедиминаса (1997)[7].
- Орден Креста земли Марии, 2 класс (1998, Эстония)[8].
- Медаль Независимости Литвы (2000).
- Медаль Министерства иностранных дел Литвы "За заслуги в дипломатической службе Литовской Республики" (2004).
- Командорский крест ордена «За заслуги перед Литвой» (2003).
- Почетный знак Министерства иностранных дел Литвы «Звезда тысячелетия» (лит. Tūkstantmečio žvaigždė) (2009).
- Почетный знак Министерства культуры Литвы «Принесите свой свет и верьте» (2014)[9].